# Liste von Straßentunneln in Brasilien
Die Liste von Tunneln in Brasilien führt Tunnelbauten in Brasilien auf.

## Stadttunnel

### Bahia
| #  | Tunnel                 | Lage                       | Länge | Einweihung |
| -- | ---------------------- | -------------------------- | ----- | ---------- |
| 01 | Américo Simas          | Cidade Alta – Cidade Baixa | 300 m | 1969       |
| 02 | Luís Eduardo Magalhães | Av. Luís Eduardo Magalhães | 300 m |            |
| 03 | Teodoro Sampaio        | Av. Centenário             | 100 m |            |

### Minas Gerais
| #  | Tunnel                    | Lage     | Länge | Einweihung |
| -- | ------------------------- | -------- | ----- | ---------- |
| 01 | Prefeito Souza Lima       | Lagoinha | 435 m | 1981       |
| 02 | Presidente Tancredo Neves | Lagoinha | 435 m | 1984       |

### Pará
| #  | Tunnel        | Lage                             | Länge | Einweihung |
| -- | ------------- | -------------------------------- | ----- | ---------- |
| 01 | Entroncamento | Complexo Viário do Entroncamento | 800 m | 2006       |

### Rio de Janeiro
| #  | Tunnel                       | Einweihung | Lage                                           | Länge  |
| -- | ---------------------------- | ---------- | ---------------------------------------------- | ------ |
| 01 | Rua Alice                    | 1887       | Morro dos Prazeres                             | 0220 m |
| 02 | Alaor Prata                  | 1892       | Morro da Saudade                               | 0182 m |
| 03 | Engenheiro Coelho Cintra     | 1906       | Av. Princesa Isabel – Av. Lauro Sodré          | 0250 m |
| 04 | João Ricardo                 | 1921       | Morro da Providência                           | 0293 m |
| 05 | Engenheiro Marques Porto     | 1949       | Av. Princesa Isabel – Av. Lauro Sodré          | 0250 m |
| 06 | Sá Freire Alvim              | 1960       | Morro do Cantagalo                             | 0326 m |
| 07 | Major Rubens Vaz             | 1963       | Rua Tonelero – Rua Pompeu Loureiro             | 0220 m |
| 08 | Santa Bárbara                | 1963       | Morro da Nova Cintra                           | 1357 m |
| 09 | Rebouças                     | 1967       | Av. Vital Brasil – Av. Epitácio Pessoa         | 2800 m |
| 10 | Acústico                     | 1971       | Av. Pe. Leonel França – Túnel Dois Irmãos      | 0550 m |
| 11 | Zuzu Angel                   | 1971       | Auto Estrada Lagoa-Barra                       | 1590 m |
| 12 | São Conrado                  | 1971       | Elevado das Bandeiras – Av. Ministro Ivan Lins | 0260 m |
| 13 | Joá                          | 1971       | Elevado das Bandeiras – Ponte da Joatinga      | 0426 m |
| 14 | Martim de Sá                 | 1977       | Morro de Santa Teresa                          | 0304 m |
| 15 | Noel Rosa                    | 1978       | Serra do Engenho Novo                          | 0720 m |
| 16 | Eng.Raimundo de Paula Soares | 1997       | Linha Amarela                                  | 2187 m |
| 17 | Eng. Enaldo Cravo Peixoto    | 1997       | Linha Amarela                                  | 0153 m |
| 18 | Geólogo Enzo Totis           | 1997       | Linha Amarela                                  | 0165 m |
| 19 | Mergulhão                    | 1997       | Praça XV                                       | 0100 m |

| #  | Tunnel           | Lage                                         | Länge | Einweihung |
| -- | ---------------- | -------------------------------------------- | ----- | ---------- |
| 01 | Raul Veiga       | Av. Roberto Silveira – Av. Quintino Bocaiúva | 620 m | 1981       |
| 02 | Roberto Silveira | Av. Lemos Cunha – Estrada Leopoldo Fróes     | 260 m |            |

### Rio Grande do Sul
| #  | Tunnel    | Rodovia                                           | Länge  | Einweihung |
| -- | --------- | ------------------------------------------------- | ------ | ---------- |
| 01 | Conceição | Av.Oswaldo Aranha – Av. Presidente Castelo Branco | 0500 m | 1972       |

### São Paulo
| #  | Tunnel                          | Lage                                                   | Länge  | Einweihung |
| -- | ------------------------------- | ------------------------------------------------------ | ------ | ---------- |
| 01 | Dr. Euclydes de Jesus Zerbini   | Av. Lineu de Paula Machado – Av. Valdemar Ferreira     | 0420 m | 1993       |
| 02 | Sebastião Camargo               | Av. Magnólia – Av. Pres. Juscelino Kubitschek          | 1170 m | 1995       |
| 03 | Jânio Quadros                   | Av. Pres. Juscelino Kubitschek                         | 1900 m | 1994       |
| 04 | Tribunal de Justiça             | Av. Pres. Juscelino Kubitschek                         | 0824 m | 1994       |
| 05 | Ayrton Senna                    | Av. 23 de Maio – Av. Antonio Joaquim de Moura Andrade  | 1950 m | 1995       |
| 06 | Sena Madureira                  | Av. 23 de Maio – Av. Sena Madureira                    | 0205 m | 1996       |
| 07 | Tom Jobim                       | Av. Prestes Maia                                       | 0329 m | 1995       |
| 08 | Maria Maluf                     | Av. Pres. Tancredo Neves                               | 1020 m | 1994       |
| 09 | Escola de Engenharia Mackenzie  | Estrada das Lágrimas                                   | 0180 m | 1996       |
| 09 | Dr. Antônio Bias da Costa Bueno | Av. Paulista – Av. Rebouças – Av. Dr. Arnaldo          | 0360 m | 1973       |
| 10 | Noite Ilustrada                 | Av. Rebouças – Av. Dr. Arnaldo – Av. Maj. Natanael     | 0884 m | 1973       |
| 11 | Francisco Matarazzo             | Av. Francisco Matarazzo – Av. Gen. Olímpio da Silveira | 0120 m | 1970       |
| 12 | Presidente Roosevelt            | Praça Roosevelt                                        | 1120 m | 1971       |
| 13 | Takeharu Akagawa                | Av. São Gabriel – Av. Santo Amaro                      | 0393 m | 1969       |
| 14 | Daher E. Cutait                 | Av. 9 de Julho                                         | 1060 m | 1938       |
| 15 | Papa João Paulo II              | Av. 23 de Maio – Av. Prestes Maia                      | 0582 m | 1988       |
| 16 | Jorn. Fernando Vieira de Melo   | Av. Eusébio Matoso                                     | 0583 m | 2004       |
| 17 | Max Feffer                      | Av. Cidade Jardim                                      | 0756 m | 2004       |
| 18 | Odon Pereira                    | Av. José Pinheiro Borges                               | 0180 m | 2006       |
| 19 | Paulo Autran                    | Av. Washington Luís                                    | 0150 m | 2008       |

| #  | Tunnel                         | Lage                                      | Länge | Einweihung |
| -- | ------------------------------ | ----------------------------------------- | ----- | ---------- |
| 01 | Complexo Viário Yojiro Takaoka | Alameda Araguaia, sob a Alameda Rio Negro | 250   |            |

| #  | Tunnel       | Lage                                                                       | Länge | Einweihung |
| -- | ------------ | -------------------------------------------------------------------------- | ----- | ---------- |
| 01 | Joá Penteado | Av. Ruy de Almeida Barbosa – Av Benjamin Constant (Centro-Vila Industrial) | 370 m | 2009       |
| 02 | Joá Penteado | Av. Ruy de Almeida Barbosa – Av Campos Sales (Vila Industrial-Centro)      | 450 m | 1992       |

| #  | Tunnel               | Lage               | Länge | Einweihung |
| -- | -------------------- | ------------------ | ----- | ---------- |
| 01 | Juscelino Kubitschek | Enseada-Vila Zilda | 355 m |            |

| #  | Tunnel                 | Lage             | Länge | Einweihung |
| -- | ---------------------- | ---------------- | ----- | ---------- |
| 01 | Rubens Fereira Martins | Centro-Jabaquara | 385 m | 1950       |

| #  | Tunnel               | Lage           | Länge | Einweihung |
| -- | -------------------- | -------------- | ----- | ---------- |
| 01 | Visconde de Tremembé | Rua 9 de Julho | 300 m | 1996       |

### Santa Catarina
| #  | Tunnel              | Lage             | Länge | Einweihung |
| -- | ------------------- | ---------------- | ----- | ---------- |
| 01 | Antonieta de Barros | Via Expressa Sul |       |            |

## Autobahntunnel

### Pará
| #  | Tunnel  | Rodovia | Länge | Einweihung |
| -- | ------- | ------- | ----- | ---------- |
| 01 | Tucuruí | PA-263  | 100 m |            |

### Pernambuco
| #  | Tunnel   | Rodovia        | Länge | Einweihung |
| -- | -------- | -------------- | ----- | ---------- |
| 01 | Cascavel | Recife-Caruaru | 370 m |            |

### Rio de Janeiro
| #  | Tunnel                 | Rodovia         | Länge | Einweihung |
| -- | ---------------------- | --------------- | ----- | ---------- |
| 01 | Saí-Mangaratiba        | Rio-Santos      | 474 m | 1970       |
| 02 | Muriqui-Itacuruçá      | Rio-Santos      | 528 m | 1970       |
| 03 | Lídice-Angra dos Reis  | RJ-155          | 100 m |            |
| 04 | Túnel da Estrada Velha | Washington Luís | 340 m | 1928       |
| 05 | Túnel do Quitandinha   | Washington Luís | 268 m | 1928       |
| 04 | Túnel de Descida 1     | Washington Luís | 220 m | 1950       |
| 05 | Túnel de Descida 2     | Washington Luís | 112 m | 1950       |

### Rio Grande do Sul
| #  | Tunnel              | Rodovia     | Länge  | Einweihung |
| -- | ------------------- | ----------- | ------ | ---------- |
| 01 | Túneis de Reversão  | Rota do Sol | 0445 m |            |
| 02 | Túnel do Morro Alto | BR-101      | 1662 m | 2009       |

### Santa Catarina
| #  | Tunnel       | Rodovia | Länge   | Einweihung |
| -- | ------------ | ------- | ------- | ---------- |
| 01 | Morro do Boi | BR-101  | 1.001 m |            |

### São Paulo
| #  | Tunnel    | Rodovia              | Länge  | Einweihung |
| -- | --------- | -------------------- | ------ | ---------- |
| 01 | TA-0      | Imigrantes           |        | 1974       |
| 02 | TA-1      | Imigrantes           |        | 1974       |
| 03 | TA-2      | Imigrantes           |        | 1974       |
| 04 | TA-3      | Imigrantes           |        | 1974       |
| 05 | TA-4      | Imigrantes           |        | 1974       |
| 06 | TA-5      | Imigrantes           |        | 1974       |
| 07 | TA-6      | Imigrantes           |        | 1974       |
| 08 | TA-7      | Imigrantes           |        | 1974       |
| 09 | TA-8      | Imigrantes           |        | 1974       |
| 10 | TA-9      | Imigrantes           |        | 1974       |
| 11 | TA-10     | Imigrantes           |        | 1974       |
| 12 | TD-0      | Imigrantes           | 0110 m | 2002       |
| 13 | TD-1      | Imigrantes           | 3146 m | 2002       |
| 14 | TD-2      | Imigrantes           | 2080 m | 2002       |
| 15 | TD-3      | Imigrantes           | 3009 m | 2002       |
| 16 | TN-1      | Anchieta             | 0270 m | 1947       |
| 17 | TN-2      | Anchieta             | 0170 m | 1947       |
| 18 | TS-1      | Anchieta             | 0230 m | 1947       |
| 19 | TS-2      | Anchieta             | 0170 m | 1947       |
| 20 | T1        | Carvalho Pinto       | 0510 m | 1998       |
| 21 | T2        | Carvalho Pinto       | 0390 m | 1998       |
| 22 | T3        | Carvalho Pinto       | 0680 m | 1998       |
| 23 | Túnel     | Floriano R. Pinheiro | 0250 m |            |
| 24 | Mata Fria | Fernão Dias          | 0250 m | 1958       |
| 25 | Quilombos | Piaçagüera-Guarujá   | 0940 m | 1998       |
| 26 | TI-0/TE-0 | Rodoanel             | 1710 m | 2001       |
| 27 | TI-1/TE-1 | Rodoanel             | 0680 m | 2001       |
| 28 | TI-2/TE-2 | Rodoanel             | 0465 m | 2001       |
| 29 | Túnel     | SP-300               | 0130 m |            |